# Оякодон

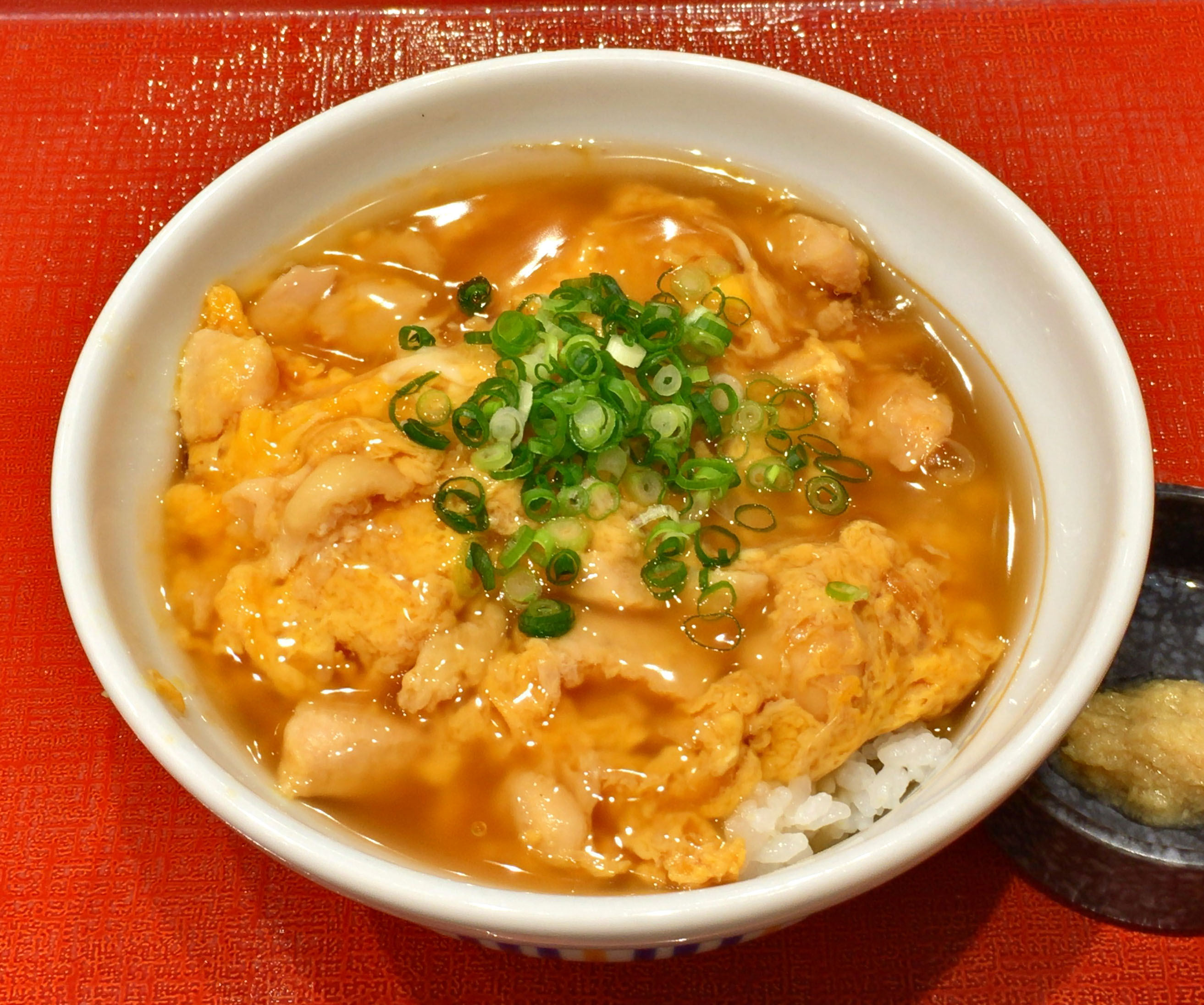
Оякодон с полусырым яйцом

Оякодон (яп. 親子丼) — блюдо японской кухни, домбури с омлетом, в которое добавлено куриное мясо без кожи и костей и лук (может включать грибы шиитаке). Название блюда буквально означает «родитель и ребёнок»: под родителем подразумевается курица, а под ребёнком — яйцо; «дон» — сокращение от «домбури».

## История
Оякодон изобретён в период Мэйдзи. Его подают как с уличных лотков, так и в идзакаях и ресторанах с якитори.
Токийский ресторан «Тама Хидэ», основанный в 1760 году, известен как место появления блюда «оякодон». Ресторан «Таматэцу», специализировавшийся по блюдам из бойцового петуха, из поколения в поколение управлялся сокольничими при сёгунском дворе. Разделывание курицы ножом высочайшего качества, восходящее к церемонии разрезания мяса журавля перед лицом сёгуна, считалось работой сокольничего. Говорят, хозяин ресторана демонстрировал мастерское умение отделить мясо от костей так быстро, что наблюдавшие не видели крови птицы, а также тонко нарезать мясо, не прикасаясь к нему руками. В 1887 году один гость, доедая куриное «набэ», добавил в курицу и приправленный бульон ещё яйцо и съел всё это с рисом. Идея понравилась и здесь впервые в Японии начали подавать «оякодон» на заказ. Блюдо приобрело популярность. При пятом владельце заведения Хидэкити из-за полюбившегося всеми названия «Хидэ-сан из Таматэцу» ресторан стали называть «Тама Хидэ».

## Процесс приготовления
Смешать соус для тушения из даси, соевого соуса, мирина и сахара. Филе курицы порезать на небольшие кусочки, репчатый лук — полукольцами, стебли зелёного лука — колечками. Разбить куриные яйца в миску и слегка взболтать их, но не до пены.
В небольшую сковороду перелить соус для тушения и на среднем огне довести его до закипания. Добавить в сковороду кусочки курицы, репчатый лук и половину зелёного лука. Готовить мясо до полной готовности, примерно 5 минут.
Вылить яйца на содержимое сковороды. Посыпать оставшимся зелёным луком и подержать под крышкой ещё 1—2 минуты (до готовности яиц).
В порционную пиалу (или тарелку) положить порцию горячего отварного белого риса и содержимое сковороды вместе с соусом. Чаще всего омлет выкладывают поверх риса.

## Варианты
Существуют другие варианты домбури, продолжающие тему игры слов «мать и дитя». Таниндон (яп. 他人丼, «миска чужака») готовится аналогично оякодону, но вместо курицы используется тонко нарезанная (как для гюдона/бутадона) говядина или свинина. Сакэ оякодон (яп. 鮭親子丼, лососёвый оякодон) состоит из ломтиков лосося, обычно подсоленного и запечённого или горячего копчения, и пары ложек красной икры поверх миски варёного риса.